# Filip Kosi
Filip Kosi (* 14. Juli 2004 in Murska Sobota) ist ein slowenischer Fußballspieler auf der Position eines Abwehrspieler. Seit der Saison 2020/21 steht er beim NŠ Mura mit Spielbetrieb in der höchsten slowenischen Fußballliga unter Vertrag, kommt aber auch noch regelmäßig im vereinseigenen Nachwuchs zum Einsatz. In seiner Jugend war er vorrangig als Futsalspieler aktiv.

## Vereinskarriere
Filip Kosi wurde am 14. Juli 2004 in der nahe der österreichischen Grenze gelegenen Stadt Murska Sobota geboren und begann im Alter von sieben Jahren vereinsmäßig Fußball zu spielen. Noch in jungen Jahren wechselte er zu Futsal und kam vor allem in seiner Jugend vorrangig als Futsalspieler zum Einsatz. Dabei trat er für die Nachwuchsabteilung von KMN Meteorplast aus der wenige Kilometer südlich und schon nahe der kroatischen Grenze gelegenen Kleinstadt Ljutomer in Erscheinung. Daneben spielte er bei der Jugend des NK Veržej Fußball; beim Klub aus Veržej kam er zuletzt in den Spielzeiten 2015/16 und 2016/17 in der U-15-Mannschaft zum Einsatz. Nachdem er sich als Futsalspieler immer torgefährlicher gezeigt hatte und in der regulären Spielzeit 2017/18 bei 13 Ligaspielen für die U-17-Mannschaft von KMN Meteorplast insgesamt 33 Tore erzielt und auch in den nachfolgenden Play-offs äußerst torgefährlich agiert hatte, wurden größere Klubs aus der Region auf ihn aufmerksam. Nachdem er es in der Saison 2017/18 als damals noch 13-Jähriger bereits zu ersten Einsätzen im U-19-Kader gebracht hatte, erfolgte noch im Sommer 2018 ein Wechsel in die Nachwuchsabteilung des NŠ Mura.
Bereits in der ersten Meisterschaftsrunde der 1. Slovenska Kadetska Liga, der slowenischen U-17-Liga, gab der mittlerweile 14-Jährige sein Debüt und wurde – über die gesamte Saison verteilt – in elf Meisterschaftsspielen eingesetzt, wobei er ein Tor erzielte. Mit 15 Jahren schaffte Kosi 2019/20 den Sprung in die U-19-Mannschaft mit Spielbetrieb in der 1. Slovenska Mladinska Liga, wobei er bei 16 Einsätzen in der Liga, die aufgrund der COVID-19-Pandemie frühzeitig abgebrochen worden war, torlos blieb. In der nachfolgenden Saison 2020/21 vorrangig für die U-19-Mannschaft bestimmt, schaffte er noch in der Sommerpause den Sprung in den von Ante Šimundža trainierten Profikader mit Spielbetrieb in der Slovenska Nogometna Liga, der höchsten slowenischen Fußballliga. In dieser gab er noch am ersten Spieltag, am 22. August 2020, bei einem 2:0-Auswärtssieg über den NK Celje sein Profidebüt, als er in der 67. Spielminute für Kai Cipot eingewechselt wurde. Nur acht Tage später absolvierte er sein zweites und bislang (Stand: 2. Mai 2021) letztes Spiel in der höchsten Spielklasse des Landes, als er gegen den NK Tabor Sežana erneut als Ersatzspieler für Cipot auf den Rasen kam. Daneben kam er bislang auch nur zu vereinzelten Einsätzen für das U-19-Team in der 1. Slovenska Mladinska Liga. Bei seinem Debüt im Profibereich war er 16 Jahre, ein Monat und acht Tage alt und damit der bislang (Stand: 2. Mai 2021) jüngste eingesetzte Spieler in der 1. SNL der Saison 2020/21.

## Privates
Mit dem 2006 geborenen Tian Kosi spielt ein Bruder Kosis ebenfalls im Nachwuchsbereich des NŠ Mura. Andere Familienangehörige, u. a. Brüder und Cousins, spielen ebenfalls Futsal bzw. Fußball, brachten es jedoch alle noch nicht über den Amateurbereich bzw. Jugendfußball hinaus.